# Isla Achill
La isla de Achill se encuentra en el condado de Mayo (Irlanda). Con 147 kilómetros cuadrados es la de mayor extensión del país. 

## Geografía
Achill está unida por medio de un puente con la isla de Irlanda. Uno de sus principales atractivos es el pueblo abandonado de Slievemore, un asentamiento de al menos 100 construcciones tradicionales de piedra, que se remonta al período anglonormando y que permaneció habitado hasta principios del siglo XX. La población de Achill era de 2700 habitantes en 2006 y de 2569 en 2011.

## Historia
Se cree que al final del periodo Neolítico (alrededor del año 4000 a. C.), la isla tenía una población de entre 500 y 1000 habitantes. La mayoría de la isla la formaban bosques, hasta que los habitantes del neolítico comenzaron a realizar cultivos. El asentamiento se incrementó en la Edad del Hierro, y el esparcimiento de pequeños fuertes a lo largo de sus costas indica la naturaleza belicosa de las gentes de aquella época.[cita requerida]
En los siglos XVII y XVIII hubo mucha migración desde Achill hasta otras partes de Irlanda, sobre todo al Ulster, debido a la agitación política y religiosa de la época. Durante un tiempo convivieron dos dialectos del irlandés en la isla, lo que hizo que muchas de sus poblaciones figuraran en el registro de 1824 con dos nombres diferentes, y que algunos mapas dieran diferentes nombres a los mismos sitios. Hoy en día permanecen muchos resquicios del dialecto del Ulster en el habla local.[cita requerida]

### Controversia
En noviembre de 2019, Pollagh se convirtió en el escenario de un conflicto social con tintes racistas después de que la población local comenzara una protesta que duró tres meses, para impedir que un grupo de trece mujeres refugiadas fueran alojadas durante tres meses en el Achill Head Hotel de la aldea.
A pesar de que los manifestantes insistieron en que su motivación no era racista, debido a la protesta, el Departamento de Justicia e Igualdad, responsable de los refugiados en el sistema de provisión directa, tuvo que cambiar de planes y trasladar a las mujeres a otro emplazamiento.